# Émilie Desjeux
Émilie Desjeux (n. 9 octombrie 1861, Bussy-en-Othe, Bourgogne, Franța – d. 23 aprilie 1957, Bussy-en-Othe, Bourgogne, Franța) a fost o pictoriță franceză.

## Biografie
Emilie Desjeux s-a născut în Franța, în orașul Joigny, la 9 octombrie 1861. Când Emilie era mică, s-a mutat împreună cu familia la Paris, unde a început să deseneze cu adevărat. Apoi, Emilie Desjeux a fost admisă la Academia Julian, unde a devenit elevă a lui William-Adolphe Bouguereau, care i-a apreciat foarte mult abilitățile artistice și a numit-o pe Emilie cea mai bună elevă a lui.
După absolvirea Academiei Julian, Desjeux și-a putut prezenta picturile în cadrul expozițiilor și saloanelor „Societății artiștilor francezi”. În 1900, a participat la „Expoziția Universală de la Paris din 1900”. A fost decorată cu gradul de Officier d'Academie. La începutul secolului, Emilie Desjeux a luat parte la organizația „Societatea femeilor-artiste” și a deschis la Paris un atelier anexă a școlii de pictură pentru fete în Rue du Bac, iar mai târziu s-a mutat în Rue Visconti.
Emilie Desjeux a călătorit prin Europa, vizitând Anglia, Italia, Țările de Jos - și și-a înregistrat vizitele în diverse albume cu schițe și înregistrări de călătorie. Desjeux a fost o adeptă a picturii realiste (sau academice). Alte direcții în artă nu au reușit să o influențeze.
În 1906, Emilie Desjeux a primit o comandă din partea consiliul orașului Auxerre: să înfățișeze un eveniment istoric, discursul lui Émile Combes⁠(d) despre diviziunea dintre biserică și stat. Pentru acea vreme, era fără precedent ca această sarcină să fie încredințată unei femei. În 1908, tabloul „Discursul lui Émile Combes” (125 x 256 cm), a fost dezvelit în muzeul orașului Auxerre. În prezent, acesta decorează sala de consiliu administrativ al orașului Auxerre.
În prezent, lucrările lui Emilie Desjeux sunt păstrate în depozitul muzeului orașului Auxerre, sunt expuse la Musée-Abbaye Saint-Germain și pot fi găsite în colecții private.
Emilie Desjeux a murit la 23 aprilie 1957. Ea se odihnește în cimitirul din Bussy-en-Othe, Burgundia.

## Lucrări selecționate
- „Tânăr care mănâncă la masă”. 1887, ulei pe pânză, 81,28 x 63,50 cm [8] (Weschler's, lot 339, 6 decembrie 2013)
- „Banchetul de la deschiderea halei din Auxerre”. 1908, [9] pictură în ulei pe pânză, 125 x 256 cm, („Le banquet d'inauguration du marché couvert à Auxerre”, [10] Museums of Auxerre., inv.:1910.8)
- „Ascuțitorul de cuțite”, 1895–1900, pictură în ulei pe pânză, 180 x 111 cm, („Le rémouleur”, [11] Muzeele din Auxerre, inv.:1901.1)
- „Dansator cântând la mandolină”. 1895–1905, pictură în ulei pe pânză, 41 х 33 cm, („Joue de la mandoline”, [12] colecție privată)
- „Autoportret”. 1931, pastel, („Autoportret”, [13] necunoscut)
- „Lună la Veneția”, pastel, 37 x 43 cm, („Venise au clair de lune”, [14] Museums of Auxerre, inv.:2006.4.1)